# Echinocereus papillosus

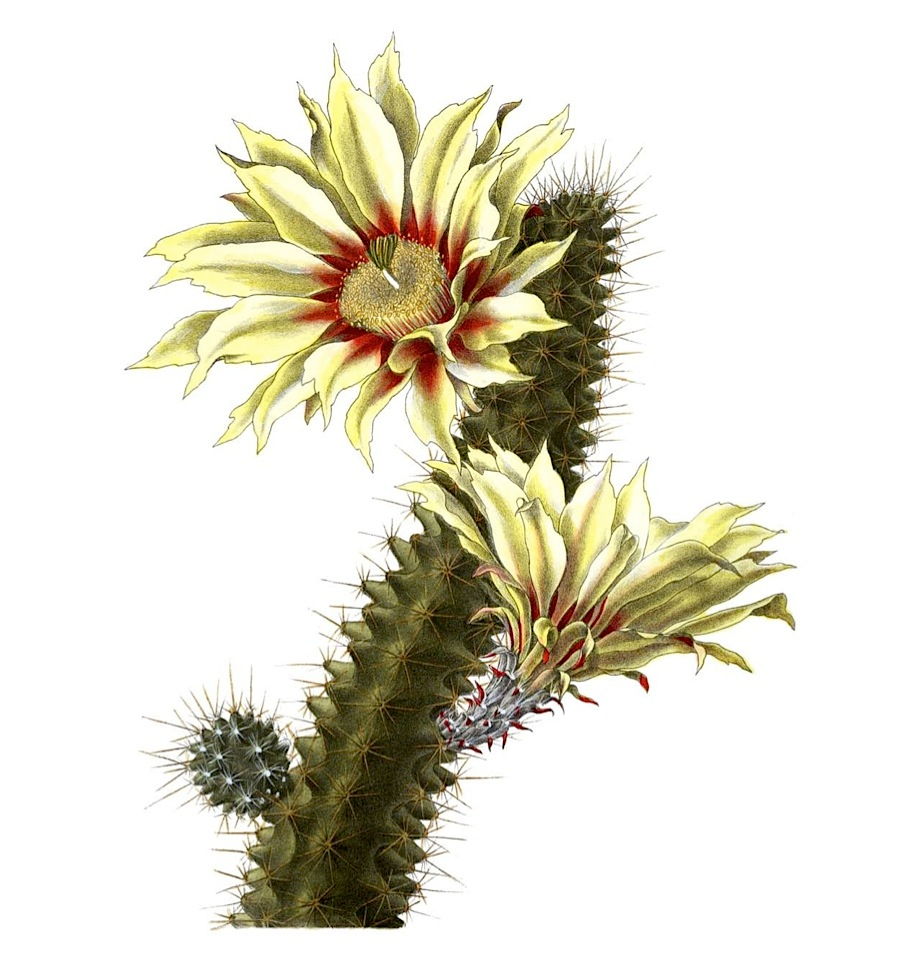
Echinocereus papillosus
Tafel 115 von 1909 aus Blühende Kakteen (Iconotypus)

Echinocereus papillosus ist eine Pflanzenart in der Gattung Echinocereus aus der Familie der Kakteengewächse (Cactaceae). Das Artepitheton papillosus leitet sich vom Lateinischen Wort papillose ab und verweist auf die in Höcker aufgelösten Rippen der Art. Englische Trivialnamen sind „Yellow Alicoche“ und „Yellow-Flowered Alicoche“.

## Beschreibung
Echinocereus papillosus wächst vieltriebig und bildet niedrige Gruppen von bis zu einem Meter im Durchmesser. Die mehrheitlich aufrechten bräunlich grünen, zylindrischen Triebe weisen Durchmesser von bis zu 7 Zentimeter auf. Es sind sechs bis zehn Rippen vorhanden, die deutlich warzenartig gehöckert sind. Der einzelne gräuliche Mitteldorn weist eine Länge von bis zu 1,5 Zentimeter auf. Die sieben bis elf spreizenden, steifen und weißlichen Randdornen sind 1 bis 1,5 Zentimeter lang.
Die duftenden trichterförmigen Blüten sind leuchtend gelb und besitzen einen orangeroten bis purpurfarbenen Schlund. Sie erscheinen entlang der Triebseiten, sind 6 bis 9 Zentimeter lang und erreichen Durchmesser von 8 bis 12 Zentimeter. Die Früchte sind kugelförmig.

## Verbreitung, Systematik und Gefährdung
Echinocereus papillosus ist in den Vereinigten Staaten im Süden des Bundesstaates Texas sowie in den mexikanischen Bundesstaaten Nuevo León, Tamaulipas und San Luis Potosí verbreitet.
Die Erstbeschreibung durch Karl Theodor Rümpler wurde 1885 veröffentlicht. Nomenklatorische Synonyme sind Cereus papillosus (Linke ex Rümpler) A.Berger (1905), Echinocereus blanckii var. papillosus (Linke ex Rümpler) L.D.Benson (1969) und Echinocereus berlandieri var. papillosus (Linke ex Rümpler) L.D.Benson (1976).
In der Roten Liste gefährdeter Arten der IUCN wird die Art als „Least Concern (LC)“, d. h. als nicht gefährdet geführt.

## Nachweise